# گورهای دسته‌جمعی ایران
گورهای دسته‌جمعی معاصر در ایران بیشتر در جریان اعدام دسته‌جمعی زندانیان عقیدتی سیاسی ایران در تابستان ۱۳۶۷ ایجاد شدند. بسیاری از مکان‌های گورهای دسته‌جمعی، تحت نظارت شدید مأموران امنیتی حکومت جمهوری اسلامی بوده و همچنین در معرض تخریب عمدی با انگیزه‌های سیاسی قرار گرفته‌اند.

## تاریخچه و علت وجود
در سال ۱۳۶۷، هزاران زندانی سیاسی به‌طور مخفیانه در ایران اعدام شدند و اجساد، مخفیانه در گورهای دسته‌جمعی دفن شدند. بر اساس اطلاعاتی که توسط عفو بین‌الملل، اعضای خانواده‌ها، رسانه‌ها و دیگران ارائه شده‌است، برآوردهایی مبنی بر وجود بیش از ۱۲۰ محل گور دسته‌جمعی وجود دارد. بسیاری از این محل‌ها به‌طور دوره‌ای توسط مقامات تخریب شده‌است. خانواده‌های قربانیان به‌دلیل برگزاری گردهمایی‌های یادبود در این مکان‌ها بارها مورد حمله و آزار و اذیت سرویس‌های امنیتی و اطلاعاتی حکومت قرار گرفته‌اند.

## مکان‌های تأیید شده یا مشکوک به گور دسته‌جمعی

### خاوران
گمان می‌رود گورستان خاوران بزرگ‌ترین گور دسته‌جمعی باشد که تاکنون در ایران شناسایی شده‌است. در سال ۱۳۶۷، اعضای خانواده به‌صورت فردی یا گروهی از این محل بازدید کردند و به مرور این امر منجر به ایجاد یک سازمان غیررسمی در جامعه به‌نام مادران خاوران شد. این گروه متشکل از مادران و دیگر اعضای خانوادهٔ قربانیان است و علی‌رغم فشارها و آزارهای مکرر مقامات دولتی، آن‌ها بیش از سی سال در جستجوی عدالت و پاسخگویی برای عزیزان خود تلاش کرده‌اند.